# Hen ad vejen (dokumentarfilm fra 1985)
Hen ad vejen er en dansk dokumentarfilm fra 1985 instrueret af Werner Hedman. I filmen, som blev produceret i anledning af Rådet for større færdselssikkerheds 50 års jubilæum i 1985, indgår der klip fra klassiske kampagnefilm som Om igen, fru Jensen, Næste gang er det dig, 80 kilometer, Den syvende sans og Kurt kan li' kubik.

## Handling
Filmen fortæller historien om færdselssikkerheden i Danmark fra ca. 1930 og til midt i 1980’erne: I løbet af 1920'erne og 1930'erne bliver der mere behov for trafiksikkerhed på veje og fortove, og i 1935 bliver foreningen Større Færdselssikkerhed oprettet på privat initiativ. I 1937 begynder staten også at interessere sig for sikkerheden og Justitsministeriets Udvalg for Færdselspropaganda oprettes.

## Medvirkende
- Svend Bergsøe
- Carl Holbøll
- Willy Rathnov
- Axel Strøbye
- Claus Ryskjær
- Buster Larsen
- Ib Schønberg